# Jascha Washington
Jascha Washington (Contea di Kings, 21 giugno 1989) è un attore statunitense.

## Filmografia

### Cinema
- Nemico pubblico (Enemy of the State), regia di Tony Scott (1998)
- The Wood, regia di Rick Famuyiwa (1999)
- Dancing in September, regia di Reggie Rock Bythewood (2000)
- 3 Strikes, regia di DJ Pooh (2000)
- Big Mama (Big Momma's House), regia di Raja Gosnell (2000)
- The Visit, regia di Jordan Walker-Pearlman (2000)
- Snow Dogs - 8 cani sotto zero (Snow Dogs), regia di Brian Levant (2002)
- Antwone Fisher, regia di Denzel Washington (2002)
- L'ultima vacanza (Last Holiday), regia di Wayne Wang (2006)
- FBI: Operazione tata (Big Momma's House 2), regia di John Whitesell (2006)
- The Final, regia di Joey Stewart (2010)

### Televisione
- Brooklyn South - serie TV, episodi 1x6 (1997)
- E.R. - Medici in prima linea (ER) - serie TV, episodi 4x8 (1997)
- The Parent 'Hood - serie TV, episodi 4x14 (1998)
- Fantasy Island - serie TV, episodi 1x2 (1998)
- Ultime dal cielo (Early Edition) - serie TV, episodi 3x16 (1999)
- Michael Jordan: An American Hero, regia di Alan Metzger - film TV (1999)
- Giudice Amy (Judging Amy) - serie TV, episodi 1x8 (1999)
- Spie (Snoops) - serie TV, episodi 1x9 (1999)
- Ali: An American Hero, regia di Leon Ichaso - film TV (2000)
- Gideon's Crossing - serie TV (2000)
- Soul Food - serie TV, episodi 2x11-2x16 (2001-2002)
- My Sister's Keeper, regia di Ron Lagomarsino (2002)
- The Guardian - serie TV, episodi 1x15 (2002)
- The Twilight Zone - serie TV, episodi 1x32 (2003)
- Wanda at Large - serie TV (2003)
- One on One - serie TV, episodi 3x11 (2003)
- The Bernie Mac Show - serie TV, episodi 3x7 (2004)
- The District - serie TV, episodi 4x20 (2004)
- Jack & Bobby - serie TV, episodi 1x15 (2005)
- Zack e Cody al Grand Hotel (The Suite Life of Zack & Cody) - serie TV, episodi 1x1 (2005)
- Still Standing - serie TV, episodi 3x19 (2005)
- Da Boom Crew - serie TV, 13 episodi (2004-2005)
- Il sogno di Jerome (Like Mike 2: Streetball), regia di David Nelson - film TV (2006)
- Criminal Minds - serie TV, episodi 2x12 (2006)
- Dr. House - Medical Division (House, M.D.) - serie TV, episodio 3x21 (2007)
- CSI - Scena del crimine (CSI: Crime Scene Investigation) - serie TV, episodi 10x13 (2010)
- Nemici per la pelle (Frenemies), regia di Daisy von Scherler Mayer - film TV (2012)